# Juego de roles (película)
Juego de roles (título original en inglés: Role Play) es una película de comedia de acción de 2024 dirigida por Thomas Vincent, escrita por Seth Owen, producida por Andrew Rona y Kaley Cuoco. La película está protagonizada por Cuoco, David Oyelowo, Rudi Dharmalingam, Connie Nielsen y Bill Nighy.
Role Play fue estrenada por Amazon MGM Studios a través de Prime Video el 12 de enero de 2024.

## Reparto
- Kaley Cuoco como Emma Brackett / Anna Peller
- David Oyelowo como Dave Brackett
- Bill Nighy como Bob Kellerman
- Connie Nielsen como Gwen Carver
- Rudi Dharmalingam como Raj
- Lucia Aliu como Caroline Brackett
- Regan Bryan-Gudgeon como Wyatt Brackett
- Simon Delaney como Toby Berman

## Producción
En julio de 2020, se anunció que StudioCanal y The Picture Company habían adquirido Role Play, un guion especulativo de suspenso escrito por Seth Owen, basado en una idea original de George Heller, que sería producido por Alex Heineman y Andrew Rona. En julio de 2021, se anunció que Kaley Cuoco estaba en negociaciones para protagonizar la película, además de producirla junto a Heineman y Rona. En octubre de 2021 se informó que Thomas Vincent dirigiría la película y también se confirmaron los papeles de Cuoco como actriz y productora; Cuoco produciría a través de Yes, Norman Productions.
En junio de 2022, se anunció que David Oyelowo fue elegido como el marido del personaje de Cuoco y Billy Bob Thornton fue elegido como un "misterioso extraño que se encuentra con la pareja". En julio de 2022, se anunció que Bill Nighy había reemplazado a Thornton, quien tuvo que abandonar la película debido a un conflicto de programación. Connie Nielsen también fue elegida.
La fotografía principal comenzó en julio de 2022 en Babelsberg Studio en Berlín, Alemania.

## Estreno
En junio de 2022, se informó que Amazon Prime Video estaba en negociaciones finales para estrenar la película en Estados Unidos y varios territorios internacionales. La venta se confirmó ese mismo mes.
Role Play fue estrenada por la plataforma el 12 de enero de 2024.